# Becky Anderson

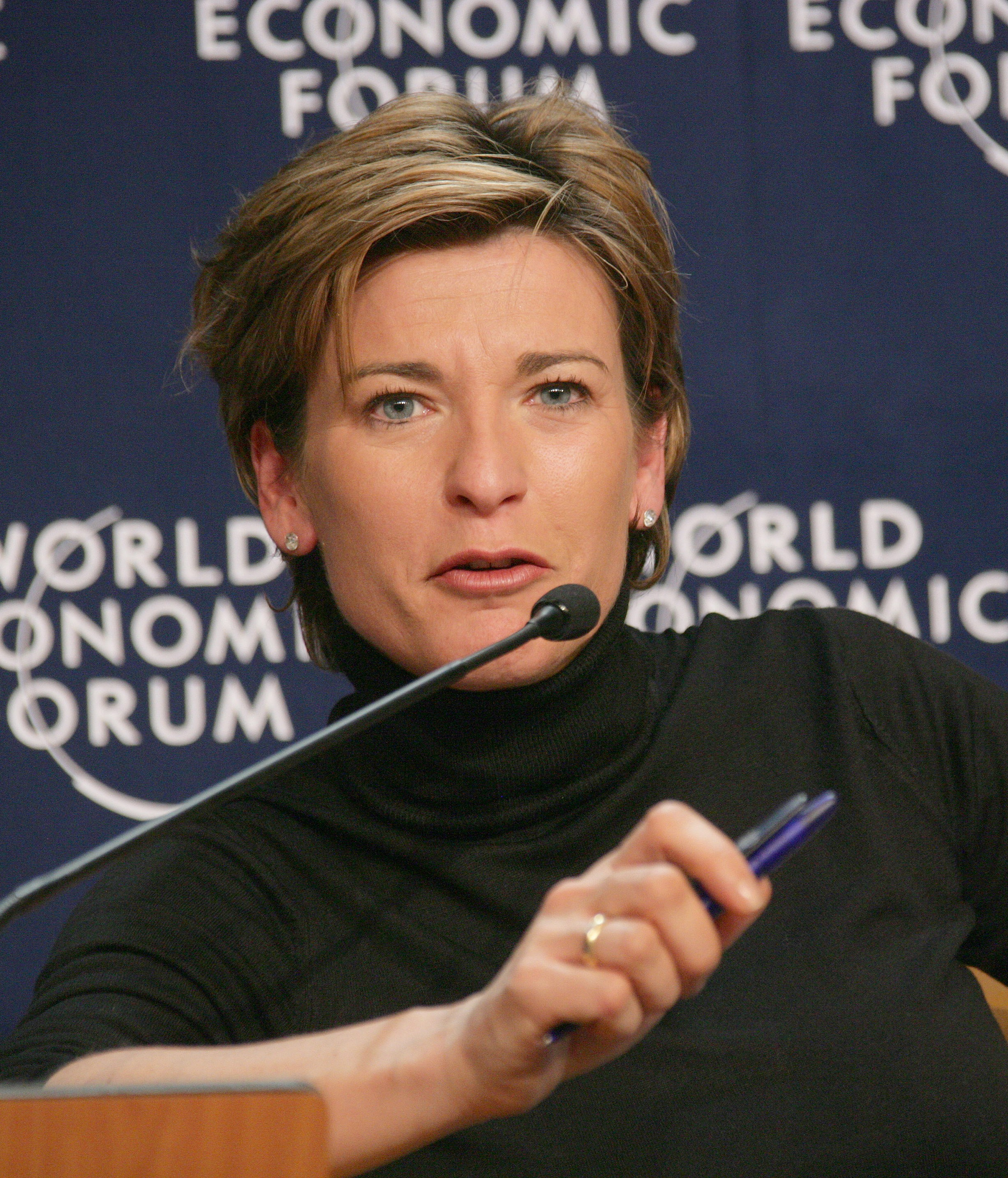
Becky Anderson, 2006

Becky Anderson (* 15. November 1967 in West Sussex, England) ist eine britische Journalistin und Moderatorin beim Nachrichtensender CNN International.
Anderson besitzt einen Bachelor der Universität von Sussex in Ökonomie und Französisch sowie einen Master-Abschluss in Kommunikationswissenschaften der Arizona State University. Sie hat ihre Karriere als Journalistin 1992 bei verschiedenen Wirtschaftspublikationen in Arizona begonnen. Seit 1999 arbeitet sie für CNN in London. Aktuell moderiert sie die werktägliche Nachrichtensendung Connect the World.